# Bao’en Xuanze
Bao’en Xuanze (chiń. upr. 报恩玄则; chiń. trad. 報恩玄則; pinyin Bào’ēn Xuánzé; kor. 보은현칙, Poŭn Hyŏnchik; jap. Hōon Gensoku; wiet. Báo Ân Huyền Tắc) – chiński mistrz chan ze szkoły fayan.

## Życiorys
Pochodził z miasta Weinan w Huazhou (obecnie jest to północna część powiatu Hua w prowincji Henan).
Jego pierwszym nauczycielem był mistrz chan Qingfeng Chengyi ze szkoły caodong. Następnie podjął praktykę u mistrza chan Fayana Wenyi.
Podczas spotkania z Qingfengiem, Bao’en spytał: „Czym jest własne ja ucznia?”
Qingfeng powiedział: „Chłopiec z ognia przychodzi szukać ognia”.
Później Bao’en spotkał Fayana, który spytał go: „Skąd przychodzisz?”
Bao’en powiedział: „Od Qingfenga.”
Fayan powiedział: „Jakie słowa wypowiedział Qingfeng?”
Bao’en opowiedział powyższą wymianę słów.
Fayan powiedział: „Jak to zrozumiałeś?”
Bao’en powiedział: „Dziecko jest z ognia, a wciąż szuka ognia. To jak jaźń szukająca jaźni.”
Fayan powiedział: „Jak to może być zrozumiane w ten sposób?”
Bao’en powiedział: „Moje zrozumienie jest właśnie takie. Jak ty to widzisz, mistrzu?”
Fayan powiedział: „Spytaj mnie a powiem ci.”
Bao’en powiedział: „Czym jest własne ja ucznia?”
Fayan powiedział: „Chłopiec z ognia szukający ognia.”
Po tych słowach Bao’en osiągnął oświecenie.
Mnich spytał: „Czym jest miejsce świętych?”
Bao’en powiedział: „Musisz zrozumieć siebie.”
Mnich spytał: „Co jest ukrytą wspaniałą tajemnicą mistrza?”
Bao’en powiedział: „Poczekaj aż osiągniesz oświecenie. Wtedy zrozumiesz.”

## Linia przekazu Dharmy zen
Pierwsza liczba oznacza liczbę pokoleń mistrzów od 1 Patriarchy indyjskiego Mahakaśjapy.
Druga liczba oznacza liczbę pokoleń od 28/1 Bodhidharmy, 28 Patriarchy Indii i 1 Patriarchy Chin.
- 39/12. Xuefeng Yicun (822–902)
  - 40/13. Xuansha Shibei (835–908)
    - 41/14. Luohan Guichen (867–928)
      - 42/15. Fayan Wenyi (885–958) Szkoła fayan
        - 43/16. Qingliang Taiqin (zm. 974)
          - 44/17. Yunju Daoqi (926–997)
            - 45/18. Lingyin Wensheng (zm. ok. 1025)

        - 43/16. Tiantai Deshao(891–978)
          - 44/17. Yong’an Daoyuan (bd) autor Jingde chuandeng lu
          - 44/17. Yongming Yanshou (905–96) autor Zongjing lu

        - 43/16. Langye Huichao (zm. 979)
        - 43/16. Yongming Daoqian (zm. 961)
        - 43/16. Guizong Yirou (bd)
        - 43/16. Luohan Shouren (bd)
        - 43/16. Baizhang Daochang (zm. 991)
          - 44/17. Xixian Chengshi (bd) redaktor Zhaozhou yulu

        - 43/16. Daofeng Huizhu (bd) działał w Silli
        - 43/16. Baoci Wensui (bd)
        - 43/16. Baoci Xingyan (bd) (być może jest to Baoci Wensui)
        - 43/16. Bao’en Huiming (884/9–954/9)
        - 43/16. Guizong Cezhen (zm. 972)
        - 43/16. Chongshou Qizhou (zm. 992)
        - 34/16. Longguang (bd)
        - 34/16. Baota Shaoyan (899–971)
        - 34/16. Lingyin Qingsong (bd)
        - 34/16. Bao’en Guangyi (bd)
        - 34/16. Bao’en Xuanze (bd)
        - 34/16. Fa’an (zm. między 968 a 976)
        - 34/16. Jingde Zhiyun (906–969)